# Bethany Hall-Long

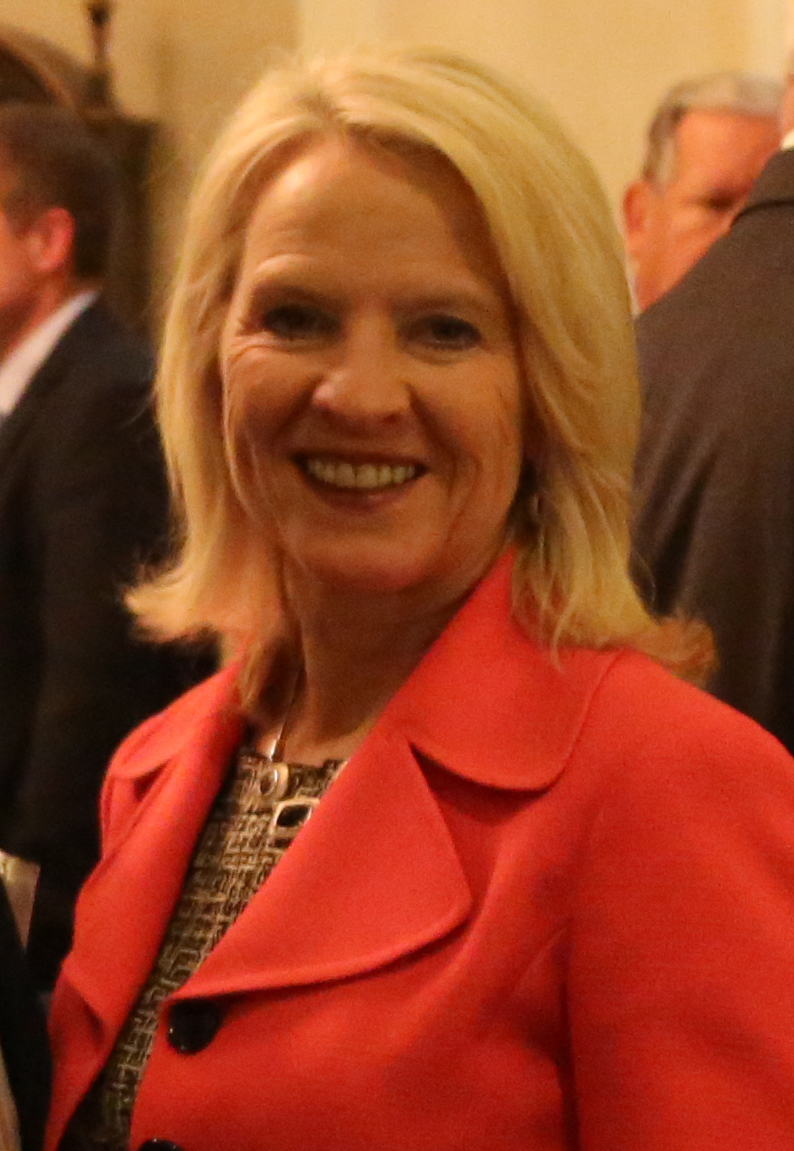
Bethany Hall-Long (2017)

Bethany Hall-Long (* 12. November 1963 im Sussex County, Delaware) ist eine US-amerikanische Politikerin. Im Jahr 2016 wurde sie zur Vizegouverneurin des Staates Delaware gewählt. Vom 7. Januar 2025 bis zum 21. Januar 2025 amtierte sie übergangsweise als Gouverneurin von Delaware.

## Werdegang
Bethany Hall-Long studierte an der Thomas Jefferson University in der Nähe von Philadelphia Gesundheits- und Krankenpflege (Nursing). Später setzte sie ihre Ausbildung auf dem gleichen Gebiet an der Medical University of South Carolina in Charleston fort. Danach studierte sie Public Policy an der George Mason University. Später arbeitete sie in verschiedenen Zweigen der Gesundheits- und Krankenpflege. Dabei stieg sie bis zur kommissarischen Leiterin der entsprechenden Fakultät (Interim Director, School of Nursing) der University of Delaware auf.
Politisch schloss sie sich der Demokratischen Partei an. Zwischen 2003 und 2009 saß sie im Repräsentantenhaus von Delaware und ab 2009 gehörte sie dem Staatssenat an. Im Jahr 2016 wurde sie zur neuen Vizegouverneurin ihres Staates gewählt. Damit wurde sie Nachfolgerin des 2015 zurückgetretenen Matthew P. Denn. In dieser Eigenschaft war sie Stellvertreterin des ebenfalls 2016 gewählten Gouverneurs John C. Carney und Vorsitzende des Staatssenats. Sie trat ihr Amt offiziell am 17. Januar 2017 an.
Da Gouverneur Carney wegen einer Amtszeitbeschränkung 2024 nicht erneut kandidieren konnte, war die Nominierung der Demokratischen Partei für dessen Amt offen. Bethany Hall-Long bewarb sich darum, unterlag aber in der Primary Matt Meyer, der dann auch anschließend zum neuen Gouverneur gewählt wurde. Weil John Carney zwischenzeitlich zum Bürgermeister von Wilmington gewählt worden war und dieses Amt am 7. Januar 2025 antrat, war der Gouverneursposten nun vakant, da der Beginn von Matt Meyers Amtszeit erst für den 21. Januar vorgesehen war. So rückte Hall-Long für zwei Wochen in das höchste Staatsamt auf.